# Carlos Racine
Charles Racine (Dieppe, 1859 - Montevideo el 20 de marzo de 1935), paisajista francés, que tuvo una destacada actuación en Uruguay.

## Biografía

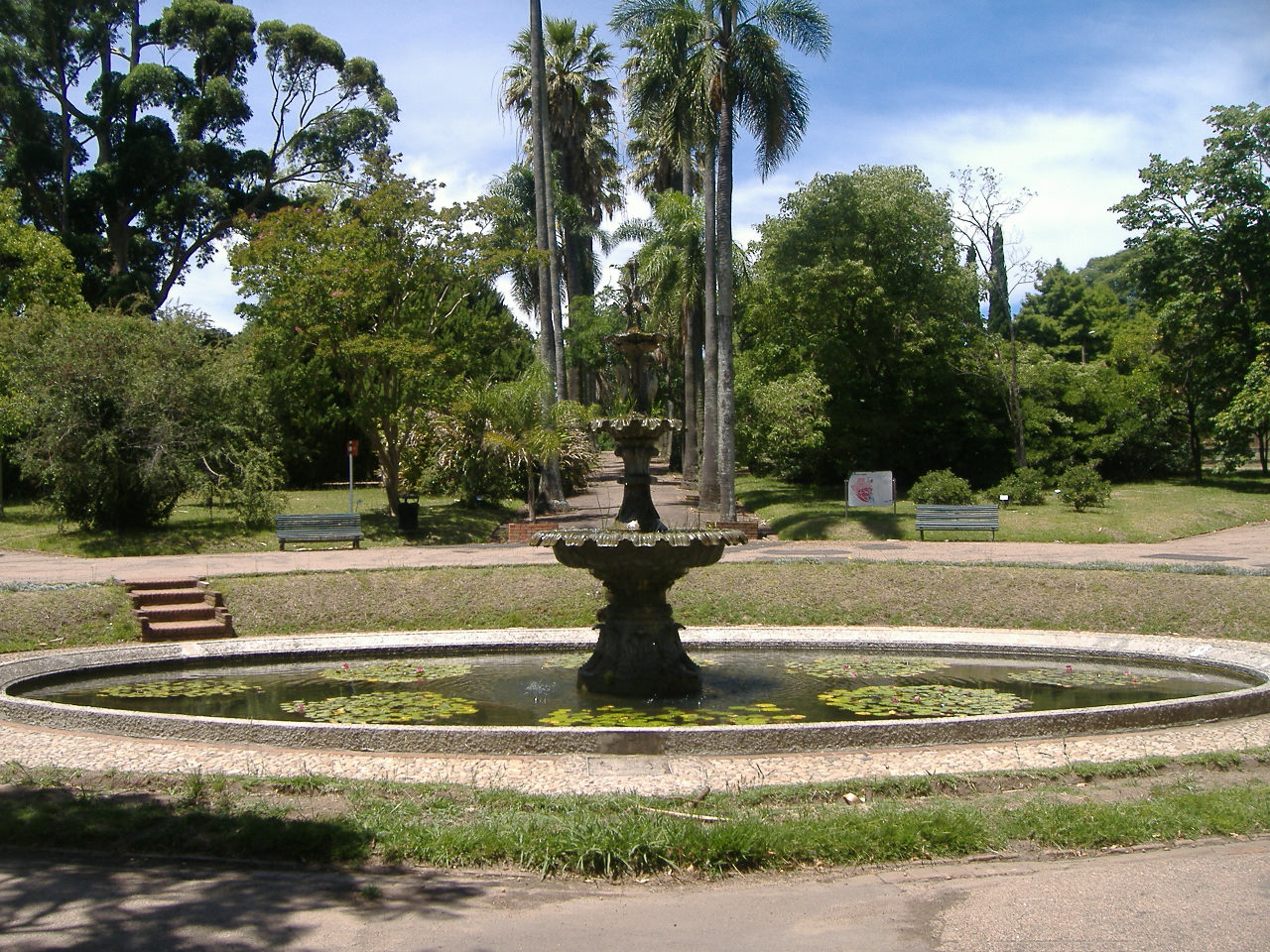
Jardín botánico de Montevideo

Estudió en la Escuela Nacional de Agricultura de Francia, obteniendo el título de Jardinero Horticultor. Llega a Uruguay poco después, y conoce a Antonio Lussich, a quien alienta a realizar el famoso arboreto.
En 1904 ocupa la titularidad de la Dirección de Paseos del gobierno municipal de Montevideo.
En la actualidad, una calle lateral del Parque Roosevelt y un espacio público de Montevideo llevan su nombre.

## Obras
- Plaza de la Unión (1895)[4]

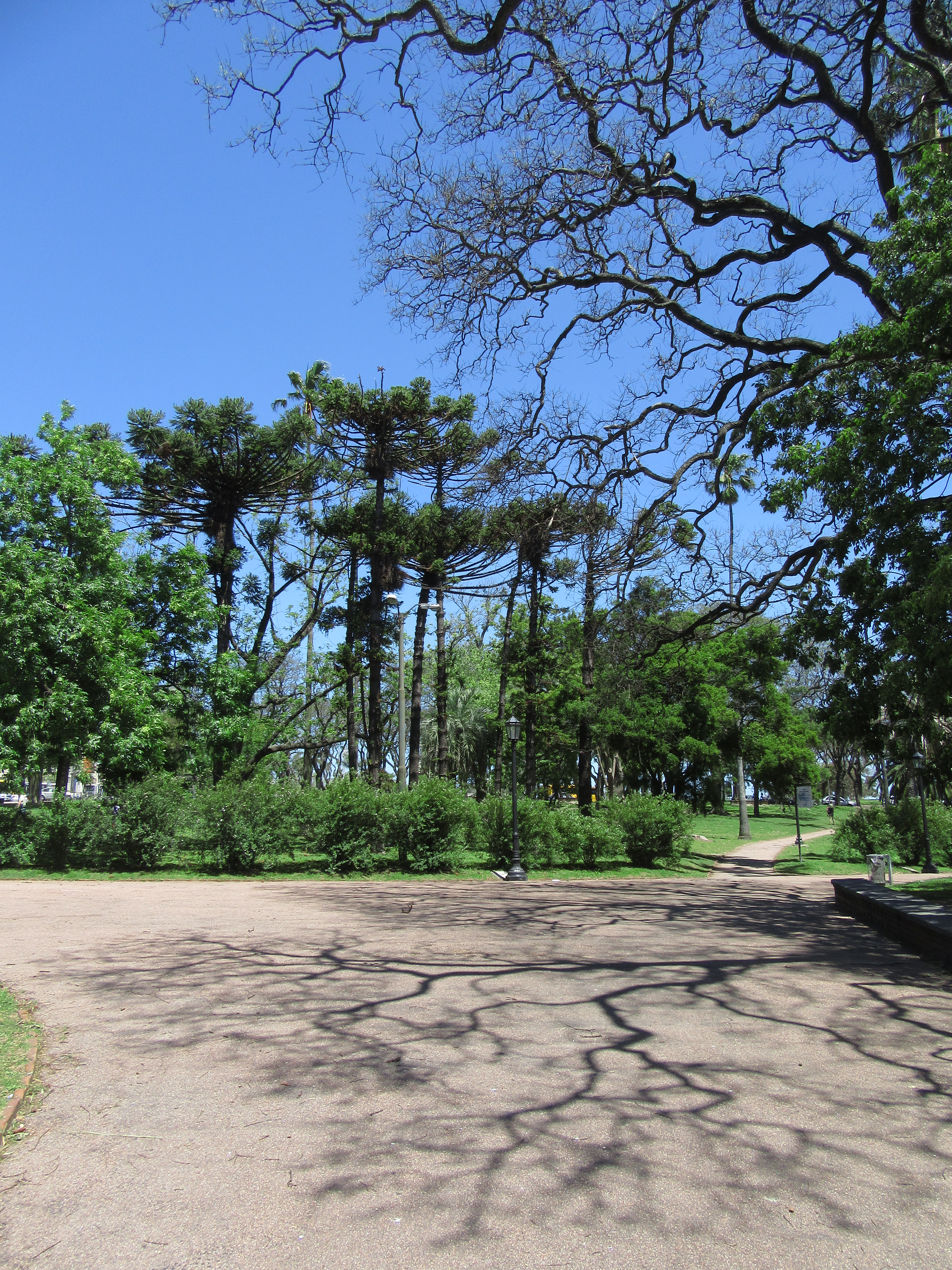
Parque Rodó.

- Jardines de la Facultad de Veterinaria (años 1890)[4]
- Jardines del Hipódromo de Maroñas (años 1890)[4]
- Parque Fernando García en Carrasco Norte (años 1890)[4]
- Canteros de Bulevar Artigas (años 1900)[4]
- Planificación del Parque Central (años 1900)[4]
- Plaza principal de Melo (años 1900)[4]
- Plaza principal de Paysandú (años 1900)[4]
- Plaza principal de Dolores (años 1900)[4]
- Plaza Treinta y Tres Orientales de Salto. (año 1910)
- Prado de la Piedra Alta en Florida (1910) [5]

- Rosedal del Prado (1912)[3][6]
- Jardín Botánico del Prado (1902-1917)[3][2]
- Parque Rodó[7]
- Parque Carrasco[3]